# Szenc
Szenc (1899-ig Szempcz, szlovákul Senec, németül Wartberg) város Szlovákiában, a Pozsonyi kerületben, a Szenci járás székhelye.

## Fekvése

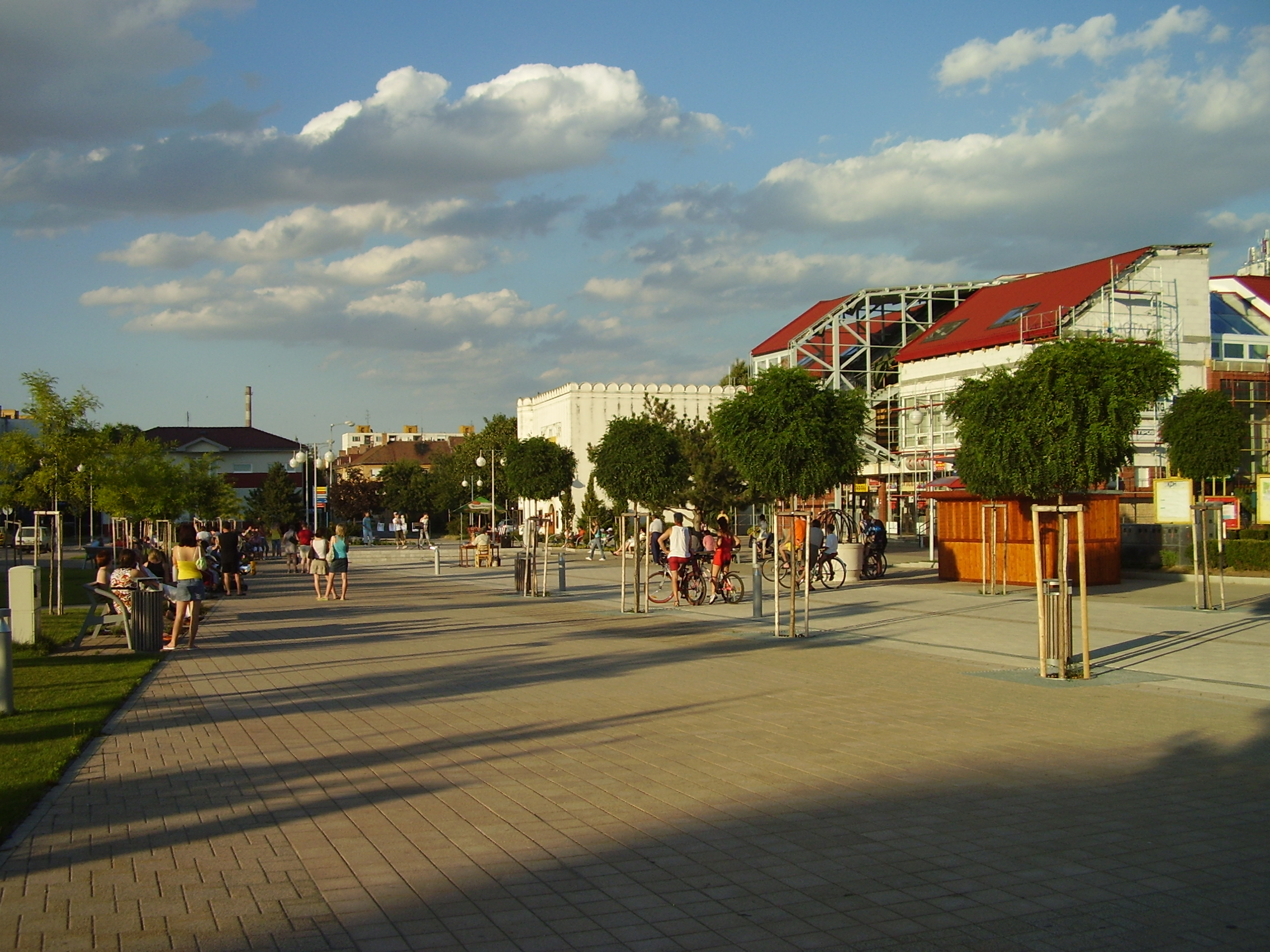
Szenci utcarészlet

Pozsonytól 20 km-re kelet-északkeletre fekszik.

## Nevének eredete
Neve a régi magyar Synch személynévből származik, melynek előzménye a magyar szem főnév.

## Története

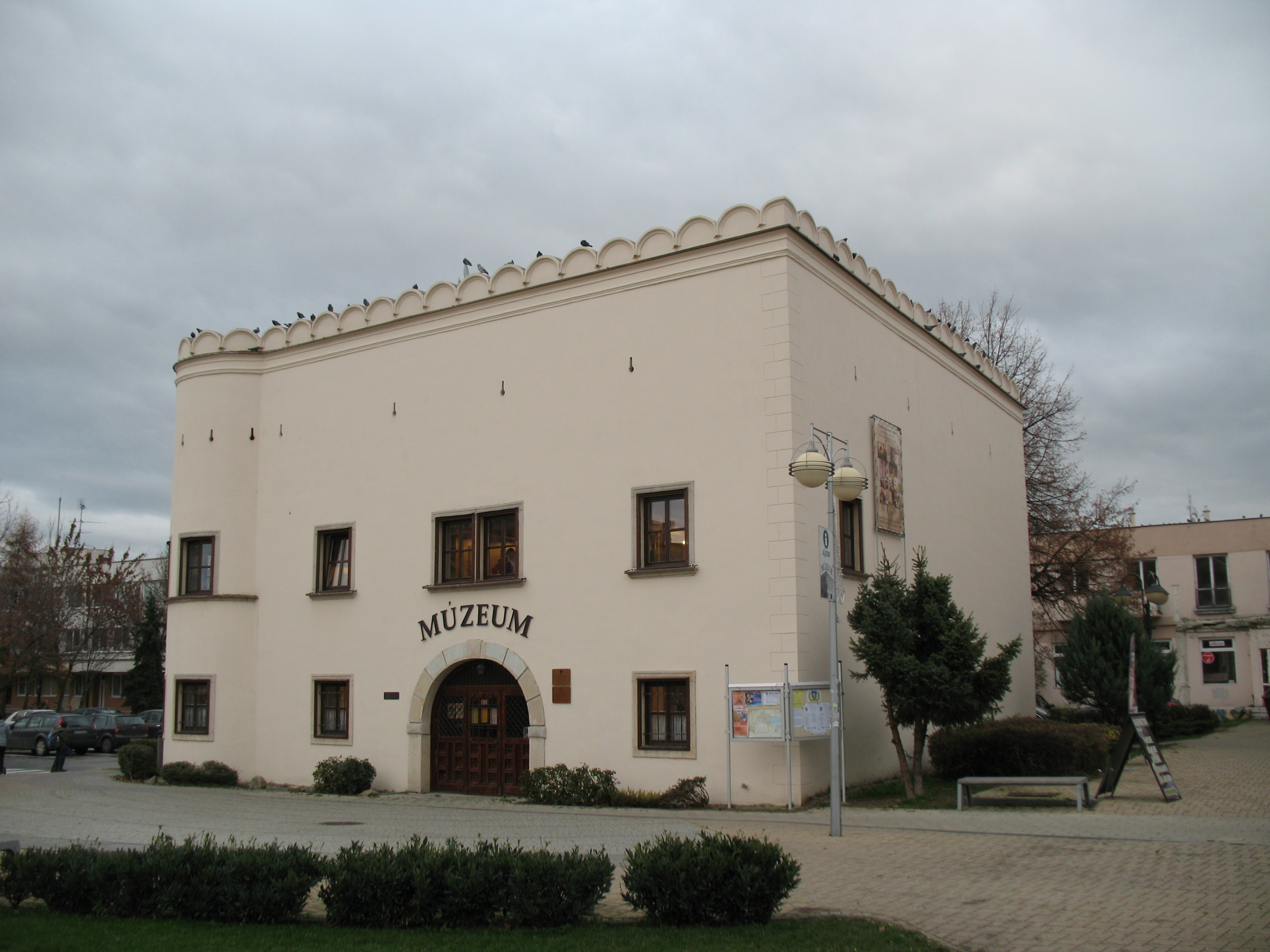
Múzeum a Török-házban

A város első írásos említése "Synci" alakban Roland pozsonyi gróf 1252. november 25-én kelt határkijelölő oklevelében történt. A következő írásos említés Károly Róbert 1326. december 18-án kiadott, Bél falu határait megújító oklevelében található, melyben a szenci Szent Miklós templomot is megemlíti. Szenc a 15. század második felében már mezőváros, privilégiumait Hunyadi Mátyástól kapta. 1442. elején rövid ideig huszita csapatok táboroztak a városban. 1480 körül vásártartási jogot is kapott. Főbb birtokosai a Báthory, Székely, Perényi, Thurzó és Eszterházi családok, utóbbiak egészen a 20. századig birtokosok maradtak a városban. A kapott kiváltságok a város gyors gazdasági fejlődéséhez vezettek. Szenc csakhamar a vidék gazdasági központja lett fejlett kézművességgel. Céheiről már 1599-ben említés történik. A város legnagyobb céhe, a fazekascéh 1745-ben alakult. Gazdasági főiskoláját, a Collegium Oeconomicumot Mária Terézia alapította 1763-ban, az épület azonban 1776-ban egy tűzvészben leégett. 1787 és 1790 között két textilgyár is létesült a városban. Fejlődésében újabb lökést jelentett a Pozsony-Budapest vasútvonal megépítése, mely fontos vasúti csomóponttá tette.
Pozsony vármegye monográfiája így ír a városról: "Szempcz, a Mátyusföld szélén fekvő magyar nagyközség. Házainak száma 512 és róm. kath. vallású lakosaié 3552. Első ízben 1310-ben találkozunk vele Villa Zench néven. Mátyás király alatt már mezőváros és ekkor és Székely Magdolna 29–29 portával vannak bejegyezve. 1651-ben Mártonfalvi Oppidum Zempcz néven említik. Az 1553-iki portális összeírásba Báthori András Ádám itteni kúriáját Perschitz Péternek zálogosítja el. 1667-ben a Méhes és a Balogh család osztozkodnak itteni birtokaikon. Később koronabirtok lett, azután az Esterházyak kapták és most is Esterházy Miklós grófnak van itt nagyobb birtoka. Itt született Szenczi Molnár Albert a XVII. századi jeles magyar író. A helységet idővel németül Wartberg-nek is nevezték. Három érdekes régi épülete van. Az egyik az u. n. „Török ház”, mely ma szolgabírói hivatal és lakás. Külső alakja után ítélve Rákóczy korabeli épület lehet és az Eseterházyak birtokbalépése idején vadászkastélynak épült, továbbá egy „Nagy-Stift” és egy „Kis-Stift” nevű épület, melyek ma Esterházy Mihály gróf uradalmi épületeihez tartoznak. A Nagy-Stift azelőtt női fegyház volt, később árvaház, a Kis-Stift pedig a piaristák gimnáziumának adott szállást, a mint az a régi városi jegyzőkönyvből kitűnik: „Anno 1764. Fölséges császárné és koronás királyné asszonyunk, Mária Therézia behozta Szempczre Tisztelendő Pater Piaristákat, az kiknek nagyméltóságú galántai és fraknói Gróf Esterházy Ferencz magyarországi udvari kanczellárius, kegyelmes földes urunk eő Exczellencziája, nem csak maga itt levő kastélyát ezen pater Piaristáknak lakásul örökösen adta, de az uraság kertyit is oda engedte, és ott szerzetet is fundált eő Exczellencziája. Ezen szenczi királyi Collegiumba Húsz Magyar országbéli iffjakat béhelyeztetett az Fölséges királyné asszonyunk és azokat egyenlő formán ruházza és tartja is ő fölsége. Mely iffiak Arithmetikát, Oeconomiát, Geometriát, Architekturát, Szép írást és Stilisztikát német nyelven tanulnak, és Istennek segítségével jó elő mennek a tanulásban. Kis iskolát is tanitják ezen Pater Piaristák, de mivel erre még alkalmas helyek nincsen, tehát csak negyedik oskoláig tanittanak. Adgya a Fölséges úr Isten, hogy ezen dolog nemcsak ezen szegény városnak, de az egész országnak is hasznára forduljon.” A községben még az Esterházyak birtoklása idejéből származó pellengér áll. 1775-ben árvíz pusztított a községben, 1709-ben és 1853-ban pedig majdnem egészen leégett. A községházán két XVI. századbeli ezüst-serleget őriznek. A vármegye hajdan több ízben tartott gyűlést e községben. Van itt társaskör, kath. ifjusági egyesület, gazdakör, izr. nőegyesület és kereskedelmi kör, tűzoltó-egyesület, takarékpénztár és szeszgyár. A szempczi járásnak itt a székhelye. A községnek van saját postája, valamint távírója és vasúti állomása. Ide tartoznak Alsó- és Felső-Antal, Gyenge és Pusztakerény majorok, Esterházy telep és Szent-Márton vadászlak."
A trianoni békeszerződésig Pozsony vármegye Szenci járásának székhelye volt.
1938 és 1945 között ismét Magyarország, ezen belül Nyitra és Pozsony k.e.e. vármegye része. A cseh és szlovák telepeseket kitelepítették.[forrás?]
Az 1941-ben még 92%-ban magyarlakta város magyar lakosságának közel felét 1945 után kitelepítették.

## Népessége
| Év:            | 1994.  | 2004.   | 2014.    | 2024.    |
| -------------- | ------ | ------- | -------- | -------- |
| Emberek száma: | 14 831 | 15 193  | 18 208   | 20 234   |
| Eltérés:       |        | +2,44 % | +19,84 % | +11,12 % |

| Év:            | 2023.  | 2024.   |
| -------------- | ------ | ------- |
| Emberek száma: | 20 192 | 20 234  |
| Eltérés:       |        | +0,20 % |

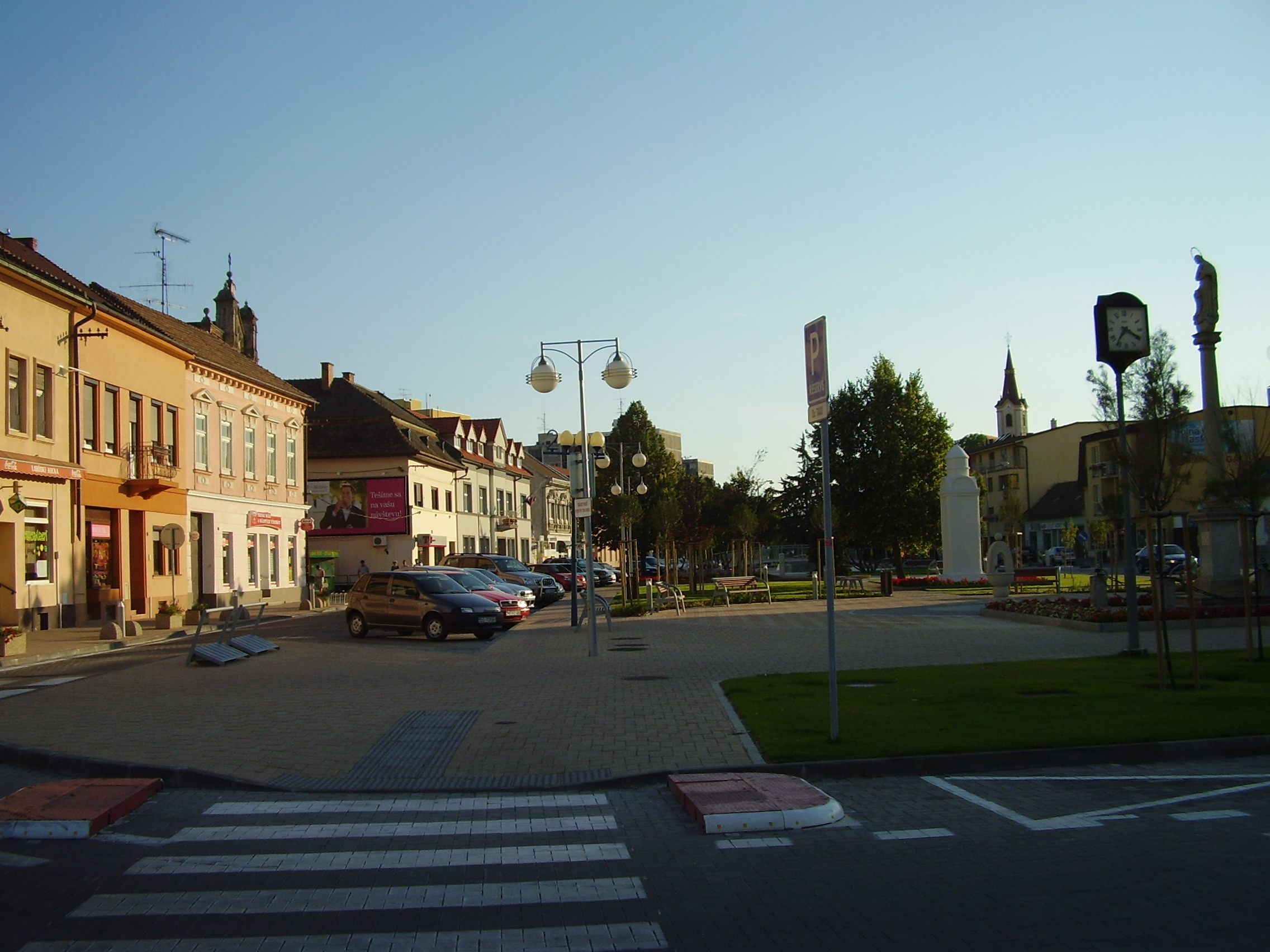
Szenc

1880-ban 3135 lakosából 2645 magyar, 217 szlovák, 119 német, 15 idegen anyanyelvű és 139 csecsemő; ebből 2643 római katolikus, 414 zsidó, 62 evangélikus és 16 református vallású volt.
1890-ben 3315 lakosából 2955 magyar és 224 szlovák anyanyelvű volt.
1900-ban 3552 lakosából 3187 magyar és 246 szlovák anyanyelvű volt.
1910-ben 3915 lakosából 3657 magyar, 182 szlovák, 67 német, 2 román és 7 egyéb anyanyelvű volt.
1921-ben 4656 lakosából 3490 magyar és 753 csehszlovák volt.
1930-ban 5609 lakosából 3165 magyar és 1934 csehszlovák volt.
1941-ben 5223 lakosából 4869 magyar és 262 szlovák volt.
1970-ben 8531 lakosából 3049 magyar és 5377 szlovák volt.
1980-ban 10772 lakosából 3266 magyar és 7319 szlovák volt.
1991-ben 14357 lakosából 3995 magyar és 10102 szlovák volt.
2001-ben 14 673 lakosából 10 970 szlovák (77%), 3246 magyar (22%), 133 cseh volt.
2011-ben 17 050 lakosából 11 605 (68%) szlovák, 2467 (14%) magyar, 117 (0,7%) cseh, 19-19 ruszin és ukrán, 14-14 cigány és lengyel, 11 morva, 10 szerb, 8 orosz, 7 német, 5 horvát, 4 bolgár, 2 zsidó, 73 egyéb, továbbá 2675 ismeretlen nemzetiségű volt.
2021-ben 20116 lakosából 15691 (+304) szlovák, 2287 (+310) magyar, 26 (+19) cigány, 25 (+47) ruszin, 468 (+49) egyéb és 1619 ismeretlen nemzetiségű volt.

## Kultúra, oktatás, és társadalmi szervezetek

### Iskolák
- Jozef Gregor Tajovský Szlovák Tanítási Nyelvű Alapiskola
- Mlynská 50 (Malom utca 50. sz. alatti) Szlovák Tanítási Nyelvű Alapiskola
- Speciális Szlovák Tanítási Nyelvű Alapiskola
- Szenci Szlovák Tanítási Nyelvű Művészeti Alapiskola
- Szenczi Molnár Albert Magyar Tanítási Nyelvű Alapiskola

(Az alapiskola a szlovákiai magyar szóhasználatban a magyarországi általános iskola megfelelője. A szó a szlovák základná škola tükörfordítása.)
- Madarász Renáta Művészeti Magániskola
- Szenczi Molnár Albert Magyar Tanítási Nyelvű Gimnázium és Szakközépiskola

| Szenc város alapiskoláinak első évfolyamos beiratkozási adatai, kiemelve benne a Szenczi Molnár Albert Magyar Tanítási Nyelvű Alapiskolába iratkozott tanulókat | Szenc város alapiskoláinak első évfolyamos beiratkozási adatai, kiemelve benne a Szenczi Molnár Albert Magyar Tanítási Nyelvű Alapiskolába iratkozott tanulókat | Szenc város alapiskoláinak első évfolyamos beiratkozási adatai, kiemelve benne a Szenczi Molnár Albert Magyar Tanítási Nyelvű Alapiskolába iratkozott tanulókat | Szenc város alapiskoláinak első évfolyamos beiratkozási adatai, kiemelve benne a Szenczi Molnár Albert Magyar Tanítási Nyelvű Alapiskolába iratkozott tanulókat | Szenc város alapiskoláinak első évfolyamos beiratkozási adatai, kiemelve benne a Szenczi Molnár Albert Magyar Tanítási Nyelvű Alapiskolába iratkozott tanulókat | Szenc város alapiskoláinak első évfolyamos beiratkozási adatai, kiemelve benne a Szenczi Molnár Albert Magyar Tanítási Nyelvű Alapiskolába iratkozott tanulókat | Szenc város alapiskoláinak első évfolyamos beiratkozási adatai, kiemelve benne a Szenczi Molnár Albert Magyar Tanítási Nyelvű Alapiskolába iratkozott tanulókat | Szenc város alapiskoláinak első évfolyamos beiratkozási adatai, kiemelve benne a Szenczi Molnár Albert Magyar Tanítási Nyelvű Alapiskolába iratkozott tanulókat | Szenc város alapiskoláinak első évfolyamos beiratkozási adatai, kiemelve benne a Szenczi Molnár Albert Magyar Tanítási Nyelvű Alapiskolába iratkozott tanulókat | Szenc város alapiskoláinak első évfolyamos beiratkozási adatai, kiemelve benne a Szenczi Molnár Albert Magyar Tanítási Nyelvű Alapiskolába iratkozott tanulókat | Szenc város alapiskoláinak első évfolyamos beiratkozási adatai, kiemelve benne a Szenczi Molnár Albert Magyar Tanítási Nyelvű Alapiskolába iratkozott tanulókat |
| --- | --- | --- | --- | --- | --- | --- | --- | --- | --- | --- |
| év | 2000 | 2001 | 2002 | 2003 | 2004 | 2005 | 2006 | 2007 | 2008 | 2009 |
| magyar(Sz. M. A. AI) | 17 | 17 | 21 | 20 | 17 | 23 | 19 | 12 | 9 | 12 |
| % | 9.80 | 9.18 | 10.82 | 12.34 | 10.06 | 12.80 | 9.80 | 7.32 | 5.39 | 6.59 |
| összes | 172 | 185 | 194 | 162 | 169 | 180 | 194 | 164 | 167 | 182 |

### Társadalmi szervezetek
- A Csemadok helyi alapszervezete a város magyarságának egyik legjelentősebb társadalmi és kulturális szervezete.
- Szenci Molnár Albert Klub.

### Kulturális létesítmények
- A kertmozi 1300 férőhelyes.

## Nevezetességei
- Az Immaculata-oszlop 1747-ben készült az 1714-ben kitört pestisjárvány emlékére.
- Főterén áll az 1556-ban épült Török-ház nevű érdekes reneszánsz épület, eredetileg nemesi kúria volt. A közelmúltban étteremként szolgált, jelenleg a Városi Múzeumnak ad helyet,[6] melyet 2010. január 28-án nyitottak meg a nagyközönség előtt.[7]
- Áll még az 1552-ben készült pellengér ("szégyenoszlop") is.
- A Szent Miklós tiszteletére szentelt római katolikus temploma mai formájában a 18. század második felében épült barokk stílusban. A város plébániájáról 1308-ban esik először említés. Az első templom valószínűleg még fából épült. A templomot 1326-ban említik először, eredetileg kora gótikus stílusban épült. 1561-ben, 1633-ban és 1740-ben átépítették, a 19. és a 20. században is megújították. Négy oltára Szent Miklós, a Rózsafüzér királynője, Szent László király és Szent Teréz tiszteletére van szentelve. A kálvária szobrai 1934-ben készültek, alatta szép lourdes-i barlang található. A Szent Sír oltár 1867-ből származik, a felső peremén elhelyezett felirat szerint Szalay Rozál és Királyi Theréz özvegyek adományából készítették. A négy és fél méter magas és négy méter széles oltár különlegessége, hogy  közel ötvenezer csiszolt kristályüveg és gyöngydarab díszíti.
- A város másik szakrális emléke az 1718-ban épített klasszicista Szentháromság-kápolna.
- Szent Orbán barokk szobra 18. századi.
- A város zsinagógája 1825-ben épült, 1904-ben szecessziós stílusban építették át. (A város központjában található épület nagyon rossz állapotban van, komplex felújításra szorul.)[8]
- A Nagy Stift 18. századi épülete eredetileg földesúri kastélyként szolgált, de később volt női javítóintézet, lelencház és katonai akadémia is.
- A határában levő Napos-tó az ország egyik kedvelt üdülőhelye. A pozsonyi Jegesmedve Klub tagjai Háromkirályok napján hagyományosan megmártóznak a tó jeges vizében.[9]
- Városi „kisvonat”. A turistaattrakció egész évben közlekedik a város utcáin.[10]
- Akvapark.

## Híres személyek
- Szenczi Molnár Albert (1564-1634[11]) nyelvtudós, utazó, zsoltárfordító szülővárosa, akinek 1995-ben állítottak szobrot a 61-es főút mellett.
- Itt született 1834-ben Lassú Lajos római katolikus esperes-plébános.
- Itt született 1837-ben Kisfaludy Zsigmond plébános, pozsonyi kanonok, történetíró.
- Itt született 1873-ban Matolay Zoltán filozófiai író, műfordító.
- Itt született 1922-ben Farkas Jenő pap-költő.
- Itt született 1932-ben Csermák József olimpiai bajnok kalapácsvető.
- Itt szolgált Szüllő Rezső (1912–1982) plébános.

## Testvérvárosai
- Mosonmagyaróvár, Magyarország
- Kőszeg, Magyarország
- Pándorfalu, Ausztria
- Zengg, Horvátország